# Сенека (Орегон)
Сенека (англ. Seneca) — місто (англ. city) в США, в окрузі Грант штату Орегон. Населення — 165 осіб (2020).

## Географія
Сенека розташована за координатами 44°8′7″ пн. ш. 118°58′35″ зх. д. / 44.13528° пн. ш. 118.97639° зх. д. (44.135219, -118.976270).  За даними Бюро перепису населення США в 2010 році місто мало площу 2,06 км², уся площа — суходіл.

### Клімат
| Клімат : Сенека            | Клімат : Сенека | Клімат : Сенека | Клімат : Сенека | Клімат : Сенека | Клімат : Сенека | Клімат : Сенека | Клімат : Сенека | Клімат : Сенека | Клімат : Сенека | Клімат : Сенека | Клімат : Сенека | Клімат : Сенека | Клімат : Сенека |
| Показник                   | Січ.            | Лют.            | Бер.            | Квіт.           | Трав.           | Черв.           | Лип.            | Серп.           | Вер.            | Жовт.           | Лист.           | Груд.           | Рік             |
| Абсолютний максимум, °C    | 14,4            | 17,8            | 23,3            | 28,3            | 31,7            | 40,0            | 40,0            | 37,8            | 35,6            | 32,2            | 22,2            | 17,2            | 40,0            |
| Середній максимум, °C      | 1,4             | 4,0             | 7,4             | 11,9            | 16,4            | 21,6            | 27,7            | 27,0            | 22,3            | 15,8            | 7,4             | 2,4             | 13,8            |
| Середня температура, °C    | −5,7            | −3,4            | 0,1             | 4,3             | 8,1             | 11,8            | 15,4            | 14,3            | 9,9             | 5,1             | −0,3            | −4,4            | 4,6             |
| Середній мінімум, °C       | −12,7           | −10,9           | −7,2            | −3,4            | −0,3            | 2,2             | 3,2             | 1,6             | −2,5            | −5,6            | −7,9            | −11,3           | −4,5            |
| Абсолютний мінімум, °C     | −41,7           | −47,8           | −32,2           | −16,7           | −14,4           | −8,9            | −7,2            | −10,6           | −17,2           | −23,9           | −35             | −44,4           | −47,8           |
| Норма опадів, мм           | 37              | 27              | 30              | 27              | 37              | 27              | 13              | 17              | 16              | 23              | 36              | 42              | 333             |
| Днів з опадами             | 11              | 9               | 9               | 8               | 8               | 7               | 3               | 3               | 4               | 6               | 10              | 12              | 90,0            |
| -------------------------- | --------------- | --------------- | --------------- | --------------- | --------------- | --------------- | --------------- | --------------- | --------------- | --------------- | --------------- | --------------- | --------------- |
| Джерело: WRCC, Weatherbase |                 |                 |                 |                 |                 |                 |                 |                 |                 |                 |                 |                 |                 |

## Демографія
Згідно з переписом 2010 року, у місті мешкало 199 осіб у 95 домогосподарствах у складі 60 родин. Густота населення становила 97 осіб/км².  Було 128 помешкань (62/км²).
Расовий склад населення:
| - 99,0 % — білих - 0,5 % — чорних або афроамериканців |

До двох чи більше рас належало 0,5 %. Частка іспаномовних становила 1,0 % від усіх жителів.
За віковим діапазоном населення розподілялося таким чином: 16,1 % — особи молодші 18 років, 58,8 % — особи у віці 18—64 років, 25,1 % — особи у віці 65 років та старші. Медіана віку мешканця становила 52,5 року. На 100 осіб жіночої статі у місті припадало 109,5 чоловіків;  на 100 жінок у віці від 18 років та старших — 106,2 чоловіків також старших 18 років.
Середній дохід на одне домашнє господарство  становив 39 212 долари США (медіана — 33 125), а середній дохід на одну сім'ю — 45 745 доларів (медіана — 43 750). Медіана доходів становила 45 625 доларів для чоловіків та 26 417 доларів для жінок. За межею бідності перебувало 11,7 % осіб, у тому числі 0,0 % дітей у віці до 18 років та 14,8 % осіб у віці 65 років та старших.
Цивільне працевлаштоване населення становило 73 особи. Основні галузі зайнятості: освіта, охорона здоров'я та соціальна допомога — 28,8 %, роздрібна торгівля — 23,3 %, транспорт — 6,8 %, публічна адміністрація — 6,8 %.